# 袋井市立三川小学校
袋井市立三川小学校（ふくろいしりつ みつかわしょうがっこう）は、静岡県袋井市友永にある公立小学校。

## 沿革
出典：
- 1873年（明治6年）11月23日 - 遠江豊田郡友永村、上川会村、下川会村、大谷村、牛飼村の5か村連合して一小学校を置く。第二大学区十二番中学区第百三十五番友永学校と称し、友永村積雲院を以って校堂とする。
- 1877年（明治10年）1月 - 「第十二番中学校第百三十五番小学校」に改称。牛飼・藤上原に分校を開設。
- 1882年（明治15年）10月 - 友永村無番地（山腹）を校地に選び、校舎を落成。
- 1883年（明治16年）10月 - 豊田郡第十学区友永学校（川会・友永・大谷・見取）。
- 1889年（明治22年）4月 - 萱間、山田、川会、友永、大谷、見取村を合わせ三川村となり、「三川尋常小学校」に改称。
- 1897年（明治30年）4月 - 修業年限2年の高等小学校を併設し、「三川尋常高等小学校」に改称。
- 1911年（明治44年）4月 - 三川村友永、横町に移転。
- 1941年（昭和16年）4月 - 国民学校令施行により、「三川国民学校」に改称。初等科6年、高等科2年となる。
- 1944年（昭和19年）12月7日 - 東南海地震により校舎大半が破損し、児童8名が死亡する。
- 1947年（昭和22年）4月 - 学制改革により、「三川村立三川小学校」に改称。
- 1949年（昭和24年）6月 - 校章を制定。
- 1955年（昭和30年）4月 - 袋井町への編入合併により、「袋井町立三川小学校」に改称。
- 1958年（昭和33年）11月3日 - 市制施行により、「袋井市立三川小学校」に改称。
- 1963年（昭和38年）2月 - 三川小学校校歌を制定。
- 1974年（昭和49年）
  - 3月 - 「やすらぎ」の碑を建立。
  - 4月 - 開校100年記念祭を開催。記念誌を発行。
- 1983年（昭和58年）10月 - 校門（正門）を設置。
- 1984年（昭和59年）2月 - アスレチックを設置。
- 1987年（昭和62年）12月 - ひょうたん池を設置。
- 1993年（平成5年）11月 - 岐阜県大垣市立青墓小学校との交流を開始。
- 1996年（平成8年）7月 - 青墓小学校から金生山の化石を含む石が贈られる。
- 2001年（平成13年）11月 - 袋井市地域文化活動奨励賞を受賞（朝長アピール大作戦）。
- 2002年（平成14年）10月 - 新しい校門が完成。
- 2004年（平成16年）3月 - 国体記念タイムカプセルを埋める。

## 教育目標
「わたしから みつける子 かかわる子 つづける子」

## 交通アクセス
- 遠鉄バス 山梨線 友永バス停下車 徒歩約1分